# Răchițele
Răchițele (Vaccinium oxycoccos, sin. Oxycoccus quadripetalus, Oxycoccus palustris) este un arbust târâtor, pitic, din familia ericaceelor (Ericaceae) cu frunze mici pieloase, persistente, flori roz-carmin și fructe bace roșii, acrișoare, comestibile, răspândit în Europa Centrală și de Nord, Siberia, America de Nord. În România crește în regiunea montană și subalpină prin turbării, în tinoave și sfagnete.

## Descrierea
Este un mic arbust târâtor, cu rădăcini radicante. Are tulpini subțiri, filiforme, lungi de cca 80 cm, adeseori roșii.
Frunzele sunt persistente și pieloase, cu pețioli scurți, până la cel mult 1-2 mm lungime, ovat eliptice, pe dos glauce verzi, cu margini revolute, lungi de 8-16 mm și late de 3-6 mm.
Înflorește primăvara-vara, în mai-iunie. Inflorescențele sunt umbelate, alcătuite din 2-4, mai rar din mai multe flori, roz carmin, laterale (în aparență terminale), lung pedicelate, nutante, adunate la capătul ramurilor din anul trecut, cu pediceli păroși, filiformi, roșcați, lungi de 2-4,5 cm, la mijloc cu 2 bractei mici, liniare, lungi de cca 1 mm. Caliciu cu 4 (5) sepale scurte, cu lobi lățiți și obtuzi. Corolă lată de 6-7 mm, cu 4 (5) petale de un roz carmin, alungite, fidate aproape până la bază și răsfrânte înapoi. Stamine 8 (10), exserte, cu filamente purpurii, păroase; antere galbene și aproape de aceeași lungime cu filamentele.
Fructifică în august - septembrie. Fructul este o bacă zemoasă sferică, acrișoară, roșie, de 10-18 mm în diametrul. Semințe alungit ovate, cu tegument reticulat.

## Arealul
Specia este prezentă în toate regiunile circumboreale. Se întâlnește în Europa din Scandinavia (nu în Islanda) până în centrul Franței, nordul Italiei și România; în nordul Asiei până în Japonia; în Groenlanda; în Nordul Americii până în Carolina de Nord, Wisconsin și Columbia Britanică. Potrivit lui Hegi a dispărut din Pirinei (Franța), Spania, Italia, Croația și România. Limita nordică a arealului se află departe la nord de Cercul Arctic la circa 70°20' sau chiar la 71°4'. În Insulele Britanice răchițele cresc de la nivelul mării până la 640 m în Anglia și până la 820 m în Scoția. În Europa continentală poate fi găsită până la 1830 m.

### Prezența în România
Datele sunt date din  1960 după Flora Republicii Populare Romîne, Vol. VII.
- Regiunea Baia Mare: Poienile de sub Munte la Tăul Băiței (raionul Vișeu); Munții Ouaș - Gutin (Culmea Tătaru, Vârful Brazilor, Obcina Ștegea, Iezerul Mare la V de Vârful Pietrii); Hoteni (raionul Sighet).
- Regiunea Cluj: Munții Gilăului: Ponor la Lacul Mluha (raionul Aiud); Muntele Mare în mai multe locuri (raionul Turda); Muntele Căpățâna, Tăul Căpățânii (raionul Câmpeni); Valea Someșului Cald pe Pârâul Cărbunarilor și la V de Giurcuța de Sus, între Călățele și Belcești la Dâmbul Negru (raionul Huedin); Valea Someșului Rece sub Muntele Lăptoasa, Măguri la Damiș (raionul Cluj); Valea Izbuc - Călineasa.
- Regiunea Oradea: Munții Bihorului la Padeș și Piatra Grăitoare.
- Regiunea Autonomă Maghiară: Borsec (raionul Toplița); Vârșag la Lacul Dracului, Lueta, între Lueta și Căpâlnița, Mina «Sf. Cruce», Căpâlnița (raionul Odorhei); Munții Ciucului pe Pârâul Brațul Încet și Pârâul Apa Roșie, Băile Tușnad pe Muntele Puciosu, la turbăria Mohoș și la Lacul Sf. Ana, Sâncrăieni la turbăria Luci, Munții Harghita la «Hargitaliget» (raionul Ciuc); Covasna, Comandău la « Rozsdáspatak » (raionul Tg. Săcuesc).
- Regiunea Hunedoara: Valea Sebeșului între Oașa și Gura Sălanelor (raionul Sebeș).
- Regiunea Ploești: Muntele Penteleu la Lacul Roșu.
- Regiunea Suceava: Valea Bărnărelului, Coșna, Dorna Cândrenilor, Poiana Stampei la  «Imaș» (raionul Vatra Dornei).

## Întrebuințări
Bacele sunt acrișoare, comestibile, conțin glucoză, fructoză, zaharoză, acid citric și ascorbic și pot fi folosite în  alimentație și în medicină. În Rusia bacele sunt utilizate pe scară largă în industrie pentru prepararea dulceții, murăturilor cu varză, în industria de cofetărie și lichior, se folosesc și pentru prepararea extractului de răchitele și pentru fabricarea prafului de chisel.

## Rolul în natură
Cu bobițele răchițelelor se hrănesc vulpile și urșii. Păsările care se hrănesc cu bobițe sunt toate păsări parțial frugivore: măcăleandrul (Erithacus rubecula), sturzul cântător (Turdus philomelos), sturzul de vâsc (Turdus viscivorus), mierla (Turdus merula), ierunca scoțiană (Lagopus lagopus scotica), ierunca alpină (Lagopus muta), cocoșul de munte (Tetrao urogallus), cocoșul de mesteacăn (Lyrurus tetrix) etc.

## Galerie

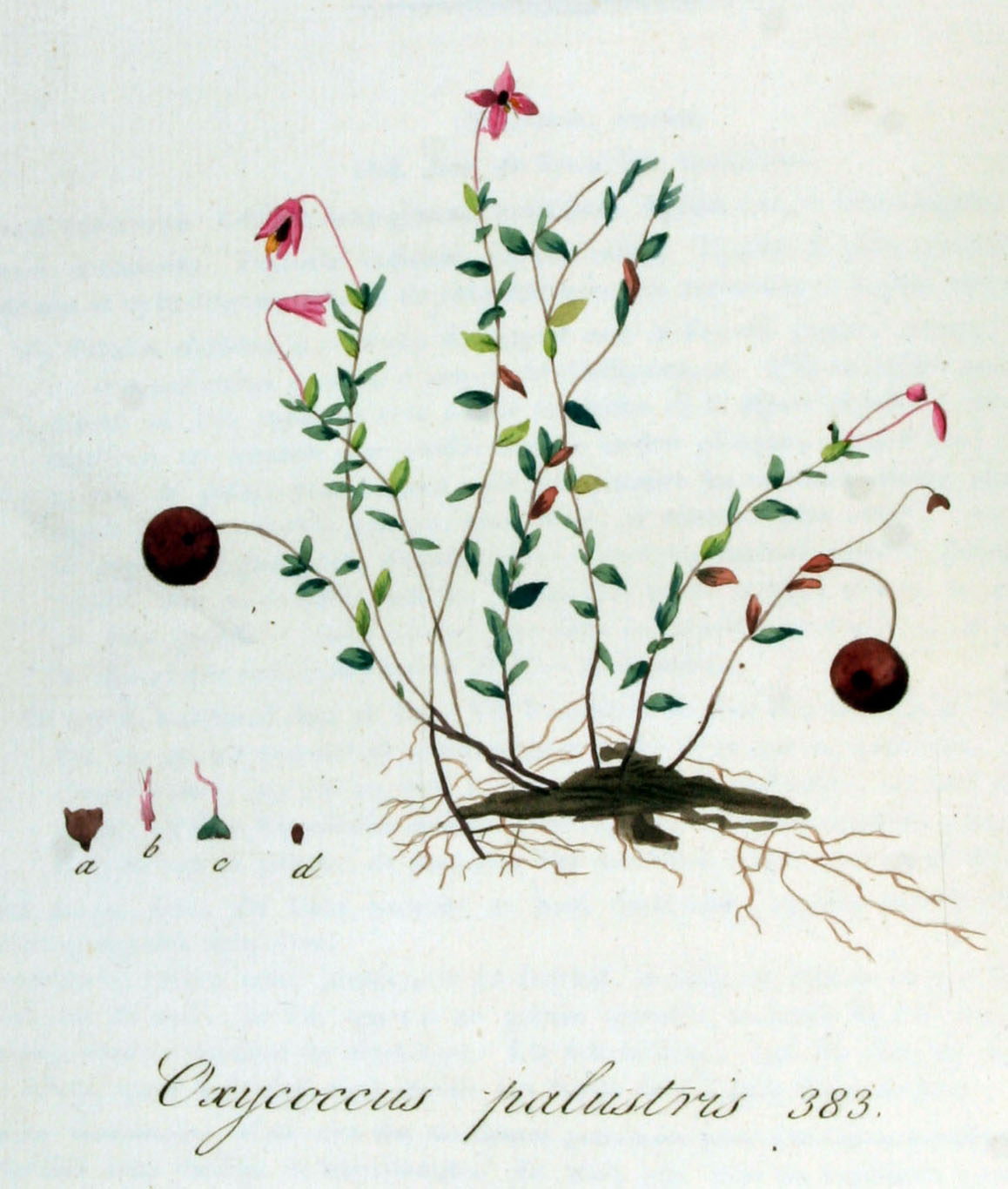
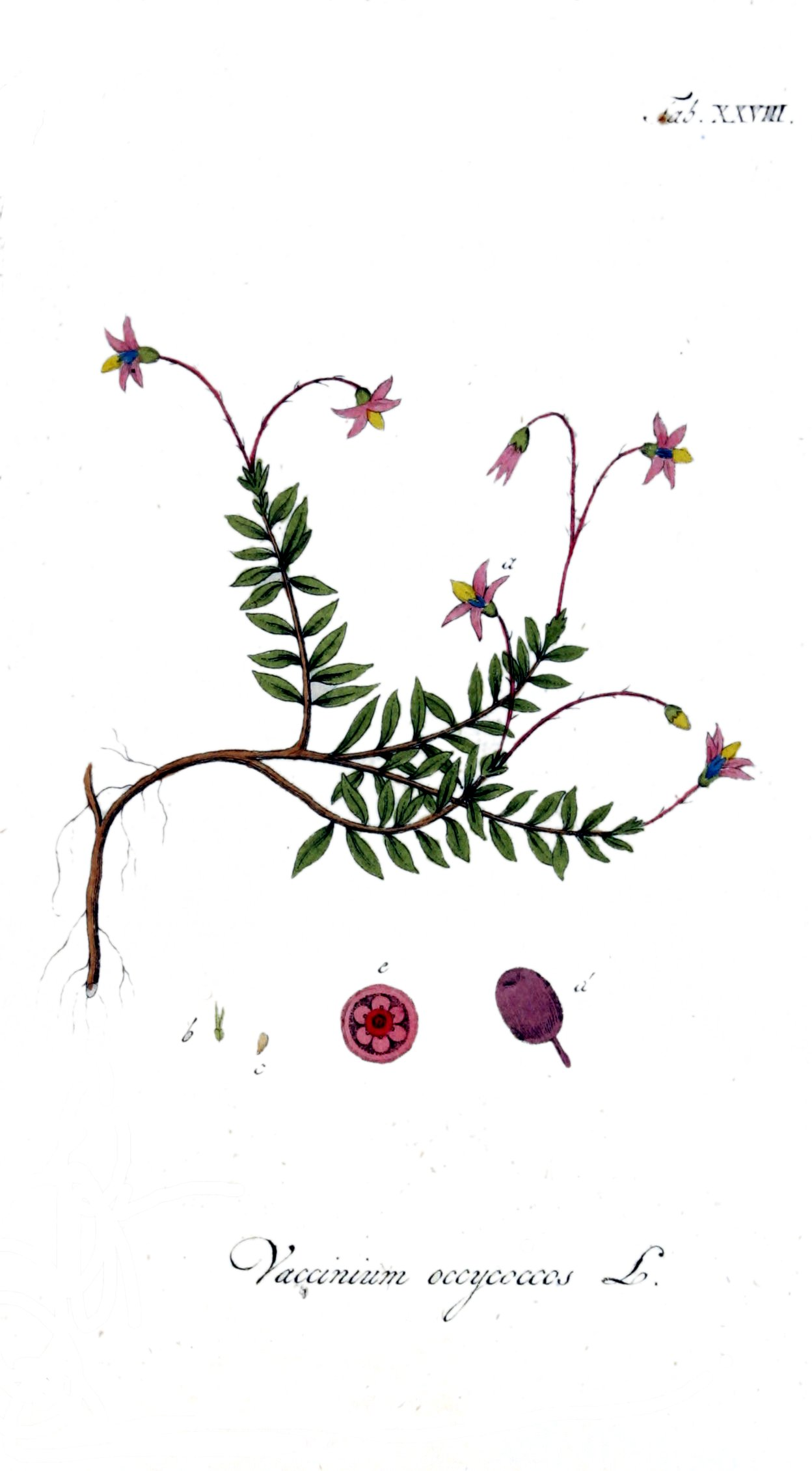
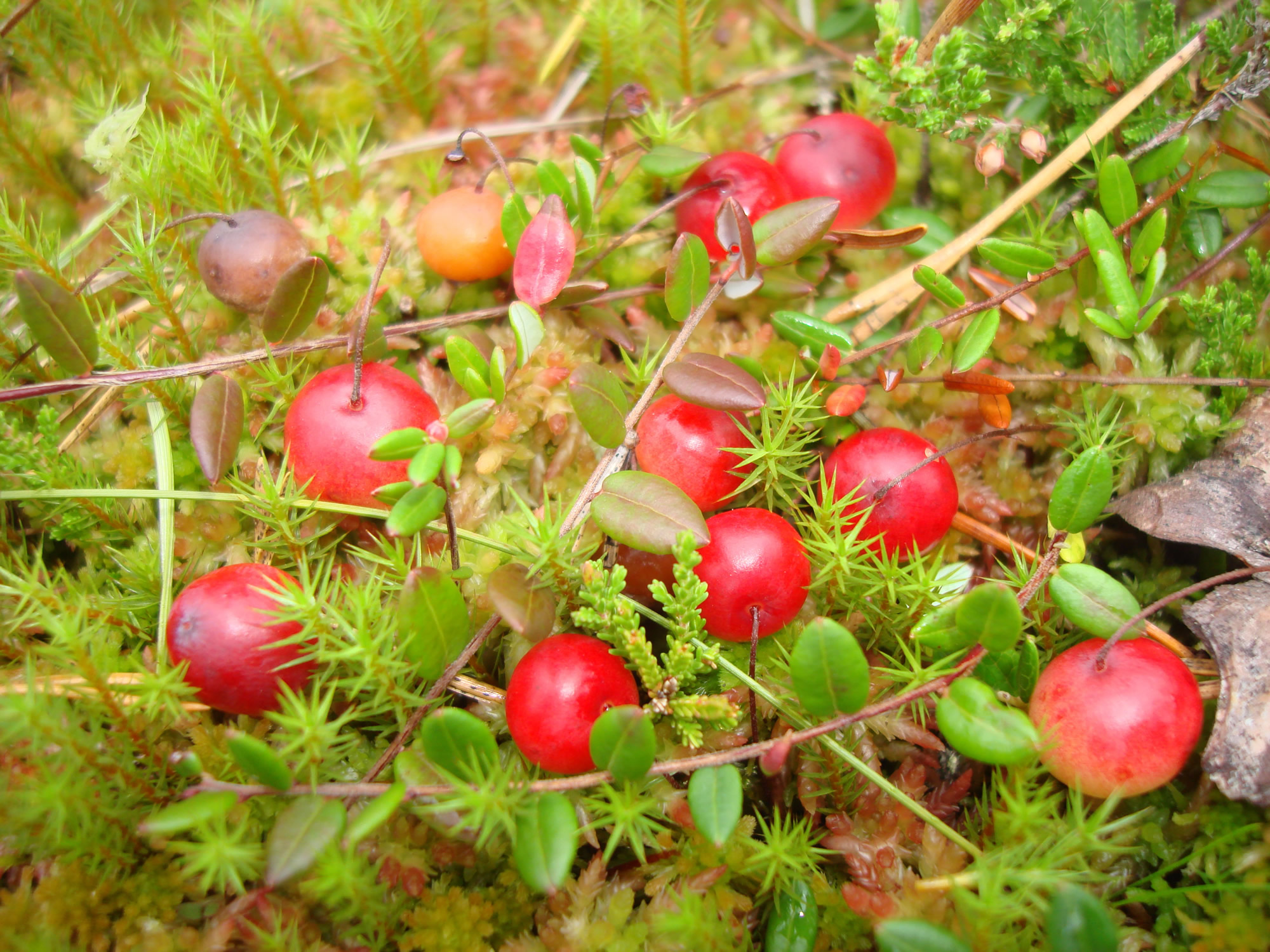
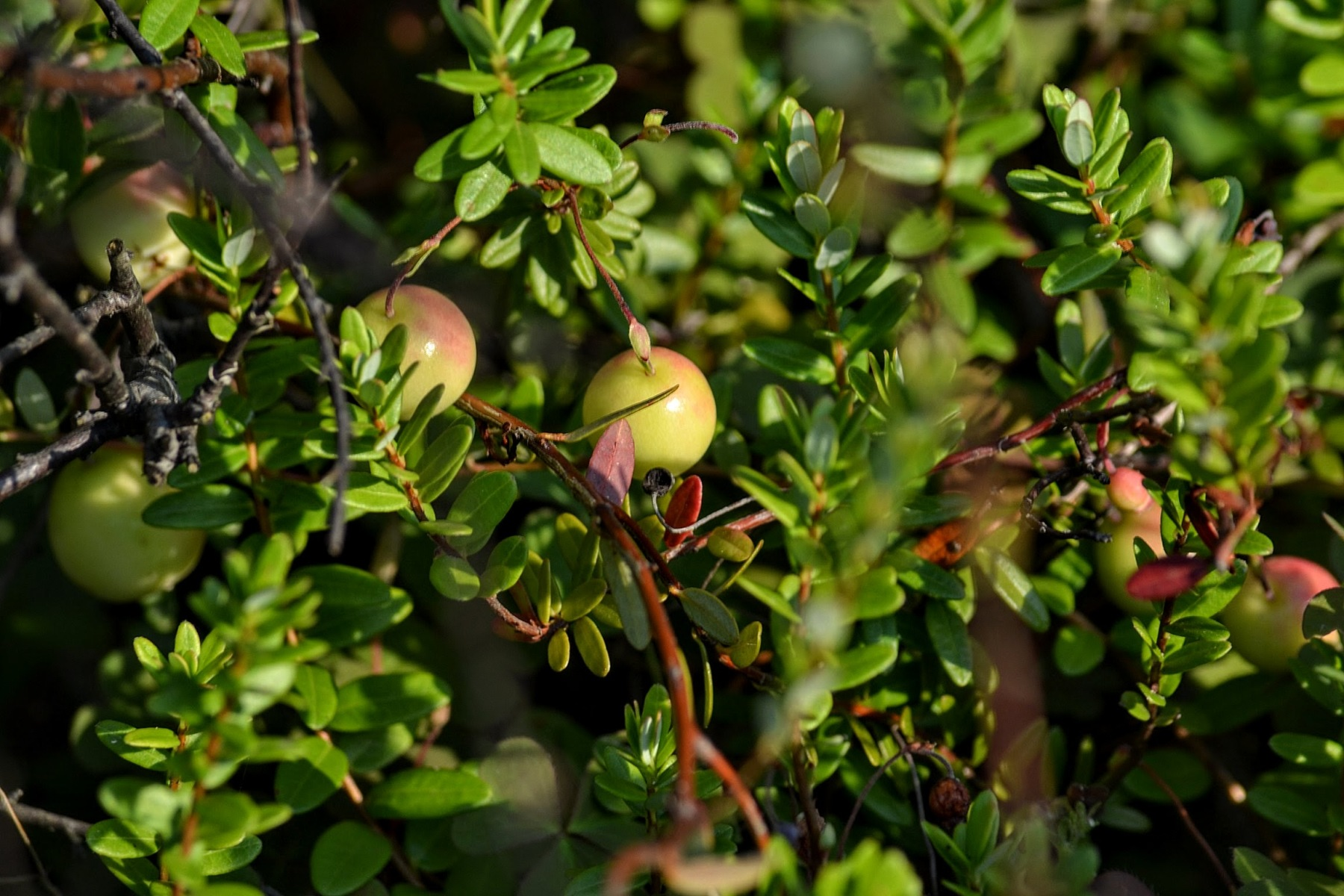